# إرشاد الطفل
اعتبر ارشاد الطفل وتوجيهه في القرن العشرين بناءاً اجتماعياً متطوراً، وكان يطلق عليه حركة ارشاد الطفل أحياناً، وأيضًا شبكة مؤثرة وهادفة من العيادات متنوعة التخصصات، التي اعتدت لمعالجة مشاكل الطفولة والمراهقة، بدأ في الولايات المتحدة وبعد الحرب العالمية الثانية، انتشرت بسرعة إلى أوروبا وخاصةً إنجلترا ولم تنتشر في اسكتلندا.

## التاريخ
كان أول تطبيق واستجابة مؤسسية تركز على الأطفال، لمواجهة الاضطرابات السلوكية والعقلية لديهم والشباب، لهذا السبب فقد سبقت ظهور الطب النفسي للإطفال كتخصص طبي وأقسام نفسية متميزة للإطفال كجزء من الأوضاع الحديثة في المستشفيات.
أول من اعتمد العلاج النفسي للإطفال هم الأشخاص الذين يعملون في حركة توجيه الطفل، وولد عندهم مجموعة من النظرية التحليلية النفسية بشكل رئيسي حول نمو الطفل على اساس الملاحظة ودراسة الحالة، إلى أنهم تأخروا في اعتماد الطريقة العلمية.

## تاريخ الإرشاد
نستطيع أن نؤرخ حركة الإرشاد إلى ١٩٠٦ في شيكاغو، التي ظهرت استجابةً لجنوح الإحداث، عندما كانت المدينة في الطليعة من افكار تقديمية حول التشريع والمعالجة والسعي نحو النهوض المدني، بدعمً من المهنيين المهتمين في المدينة منهم: المعلمين والأخصائيين الاجتماعين والمحامين والأكاديميين والأطباء وقادة المجتمع والسياسيين، انهت المحاكم الإحداث والمؤسسات الإصلاحية سجن الأطفال مع البالغين. في عام ١٩٢١، أنشئت عيادة الإرشاد الأمريكية للإطفال باستخدام معهد الإحداث النفسي ومعهد بحوث الأحداث كنماذج، والتي أصبحت أول عيادة لتوجيه الأطفال في إنجلترا كانت تسمى «عيادة شرق لندن لتوجيه الأطفال» افتتحت في ٢١ نوفمبر عام ١٩٢٧، كانت تحت إشراف الدكتور إيمانويل ميلر، ساعده ماير فورتس. بمساعدة من LCC، تم تأسيسها من قبل منظمة الصحة اليهودية، لمساعدة الأطفال الذين يعتبرون يعانون من الصعوبات العاطفية والسلوكية والتعليمية. العيادة كانت تتواجد في مدرسة اليهود الحرة السابقة في بيل لين، سبيتالفيلدز.
عيادة لندن لتوجيه الأطفال، كانت ثاني عيادة افتتحت تحت إشراف الدكتور ويليام مودي عام ١٩٢٩ في اسلنجتون. كانت المركز الرئيسي في البلد للتدريب على توجيه الأطفال، تم افتتحت عيادة في مستشفى طوعي في لندن عام ١٩٣٠ كانت أول عيادة إرشاد للأطفال، وكان النموذج الذي اعتمدته في إنجلترا هو العمل كمركز لتقييم الأطفال والمراهقين يعمل فيه طبيب رئيسي، ثم طبيب للأطفال، يساعده أخصائي تعليمي، أو أخصائي سريري وأخصائي اجتماعي مدرب. الإحالات تأتي في الأساس من المدارس ودور الحضانة وقضاة (الإحداث) والشرطة والممارسين العامين والآباء. ستكون العملية عبارة عن إرسال الأخصائيين الاجتماعيين لمعرفة الظروف الاجتماعية للأسرة، وتشخيص الطفل، الذي يستند غالباً الي سوء التكيف، يصفون أما العلاج في الموقع من قبل الطبيب النفسي أو الإحالة إلى مؤسسة متخصصة، مثل مدرسة خاصة وتقديم المشورة للوالدين (أو المحكمة) وفقاً لذلك.
في الحرب العالمية الثانية لم يخلق الإخلاء الجماعي للأطفال من المدن وأسرهم تحديداً لوجستياً كبيراً فقط بل أتاح فرصة فريدة لدراسة الآثار على الأفراد. كان هناك ٩٥ أطفال مرشدة مستوصفات عبر إنجلترا ذلك في عام ١٩٤٤ مع صدور قانون التعليم أيضا، الذي اعترف بعيادات توجيه الأطفال كجزء من دعم التعليم العام، في عام ١٩٥٥ ارتفع هذا العدد إلى ٣٠٠ عيادة.
كان هناك قبل الحرب وبعدها تدفق كبير من المتخصصين في رعاية الأطفال اللاجئين الي المملكة المتحدة من أوروبا، كان منهم كثير مدربين على التحليل النفسي، والذين مارسوا في الوقت المناسب نفوذاً داخل عيادات توجيه الأطفال.

## تغطية حركة ارشاد الطفل
اسست روبينا أديس الثقة في توجيه الطفل عام ١٩٧٩، وذلك من أجل تمرير معرفتها في العمل الاجتماعي، في النصف الثاني من القرن العشرين في المملكة المتحدة، تم تمويل الحركة بشكل رئيسي كان من ميزانيات التعليم الحكومية المحلية وتقتصر على خدمة خارج المستشفى، وتنافس من قبل الإدارات مستشفى NHS من الطب النفسي للأطفال والأسرة، معركة خسر في نهاية المطاف إلى حد كبير لأسباب إقتصادية وأيديولوجية، وكان ذلك على حساب الأطفال وأسرهم ومجتمعاتهم. النقص في الاستثمار في خدمات الصحة النفسية للشباب المعاصرة، بما ذلك الطب النفسي الشرعي، في المملكة المتحدة لم يكن ذلك كافياً لسد الفجوة التي خلفتها عيادات توجيه الأطفال، على حساب كل أوجه القصور فيها، على الاقل كانت متاحة وركزت على الأطفال وأسرهم.

## قراءة إضافية
- Barrett, Susan. (2019) "From Adult Lunatic Asylums to CAMHS Community Care: the Evolution of Specialist Mental Health Care for Children and Adolescents 1948-2018". Revue Française de Civilisation Britannique. XXIV-3
- جون بولبي (1999) [1969]. Attachment. Attachment and Loss (vol. 1) (2nd ed.). New York: Basic Books. (ردمك 0-465-00543-8). LCCN 00266879. OCLC 232370549. NLM 8412414.
- Bowlby, J. (1973). Separation: Anxiety & Anger. Attachment and Loss (vol. 2); (International psycho-analytical library no.95). London: Hogarth Press. (ردمك 0-7126-6621-4). OCLC 8353942.
- Bowlby, J. (1980). Loss: Sadness & Depression. Attachment and Loss (vol. 3); (International psycho-analytical library no.109). London: Hogarth Press. (ردمك 0-465-04238-4). OCLC 59246032.
- Britton, C. 'Children who cannot play' (London 1945)
- Britton, C. (1947) "Residential management as treatment for difficult children". Human Relations 1 (1), 2-12
- Davies, H.A. (2010) The Use of Psychoanalytic Concepts in Therapy with Families: For all Professionals Working with Families. London: Karnac.
- Fox, E. (1927) "The Child Guidance Council and the Commonwealth Fund". Mental Welfare (8), 79-80.
- Graham, Philip (2002). "Obituary: Professor Israel Kolvin". ذي إندبندنت. مؤرشف من الأصل في 2020-01-13. اطلع عليه بتاريخ 2020-01-12.
- Hendrick, H. (1994) Child Welfare: England 1872-1989. London: Routledge.
- Horne, A. and Lanyado, M. (eds.) (2015) An Independent Mind. The Collected Papers of Juliet Hopkins. London: Routledge.
- Midgen, Melissa Jane. (2016) The Child Analytic Tradition of the Society of Analytical Psychology – Birth, Death and Beyond. London: جامعة شرق لندن. (Doctoral thesis)  p.29
- Thom, Deborah (1992) (2013) "Wishes, Anxieties, Play, and Gestures: Child Guidance in Inter-War England" in Cooter, R. (ed.) In the Name of the Child. London: Routledge DOI https://doi.org/10.4324/9780203412237. eBook (ردمك 978-0203412237)

## روابط خارجية
- Association of Child Psychotherapists – the professional body for Psychoanalytic Child and Adolescent Psychotherapists in the UK and a core NHS profession
- Lost Hospitals of London: The London Child Guidance Clinic in Islington